# Вильгельмсфельд
Вильгельмсфельд (нем. Wilhelmsfeld) — община в Германии, в земле Баден-Вюртемберг. 
Подчиняется административному округу Карлсруэ. Входит в состав района Рейн-Неккар.  Население составляет 3258 человек (на 31 декабря 2010 года). Занимает площадь 4,75 км².